# Kitlani
Kitlani (Gitlaan, od Gyitläʼn, “people who paddle stern first” ili "people of the Stern Canoe."), jedna od skupina pravih Tsimshian Indijanaca koji su živjeli kod Metlakatle u Britanskoj Kolumbiji. Danas pod imenom Gitlaan, jedno su od devet plemena saveza Lax Kw'alaams (Port Simpson).
Poznatiji pripadnici ovog plemena su lingvistica Odille Morison, etnolog William Beynon u drvorezbar Michael (Mike) Epp (1962- ).